# Get My Way!
«Get my way!» es el cuarto sencillo de la cantante de J-pop, Mami Kawada bajo el sello Geneon Entertainment. El título de la canción fue utilizado como segundo ending para la serie de anime Hayate no Gotoku. El sencillo alcanzó la posición número #27 en la lista Oricon vendiendo solo 7,253 copias, lo cual lo convierte en el sencillo menos exitoso en la carrera de Mami Kawada .

## Canciones
1. «Get my way!» - 2:56
Composición: Kazuya Takase
Arreglos: Kazuya Takase
Letra: Mami Kawada
2. «Aozora to Taiyou» - 4:21
Composición: Tomoyuki Nakazawa
Arreglos: Tomoyuki Nakazawa, Takeshi Ozaki
Letra: Mami Kawada
3. «Get my way!» (instrumental) - 2:56
4. «Aozora to Taiyou» (instrumental) - 4:18

- Datos: Q710113